# Мохолл
Мохолл (англ. Mohall) — город в штате Северная Дакота, США, административный центр округа Ренвилл. По состоянию на 2013 год, численность населения составляла 819 человек.

## История
Город был основан в 1901 году бизнесменом из города Дулута М. О. Холлом. Город первоначально назывался Холл, но был переименован в 1902 году, так как город с таким названием в штате Северная Дакота уже был. С 1910 года бессменно является столицей округа Ренвилл.

## Географическое положение
Мохолл расположен в 224 км севернее столицы штата Северная Дакота, города Бисмарк. Климат влажный континентальный, с тёплым летом и холодной зимой.
| Показатель                    | Янв.  | Фев.  | Март  | Апр. | Май  | Июнь | Июль | Авг. | Сен. | Окт. | Нояб. | Дек.  | Год  |
| ----------------------------- | ----- | ----- | ----- | ---- | ---- | ---- | ---- | ---- | ---- | ---- | ----- | ----- | ---- |
| Средний суточный максимум, °C | −9,6  | −6,2  | 0,8   | 11,1 | 18,9 | 24,2 | 27,3 | 26,8 | 20,2 | 13,2 | 1,7   | −6,7  | 10,5 |
| Средняя температура, °C       | −15,3 | −12,1 | −5    | 4,5  | 11,7 | 17,1 | 19,8 | 18,7 | 12,6 | 6,1  | −3,8  | −12,3 | 3,5  |
| Средний суточный минимум, °C  | −21   | −18   | −10,8 | −2,1 | 4,5  | 10,1 | 12,4 | 10,7 | 5,0  | −1   | −9,3  | −17,8 | −2,9 |
| Норма осадков, мм             | 13    | 11    | 16    | 35   | 55   | 75   | 64   | 52   | 45   | 28   | 12    | 11    | 417  |
| Источник: Климат Мохолла      |       |       |       |      |      |      |      |      |      |      |       |       |      |

## Население
Расовый состав согласно оценкам Бюро переписи населения США на 2010 год:
- белые — 95,7 %
- латиноамериканцы − 1,3 %
- индейцы, алеуты и эскимосы — 1,1 %
- две и более национальностей — 1,1 %
- другие расы — 0,4 %
- афроамериканцы — 0,3 %
- азиаты — 0,1 %

Гендерный состав 49,7 % мужчин и 50,3 % женщин. Средний возраст населения составляет 44,8 года.

## Образование и культура
В городе расположены:
| Управляющий орган                                     | Бюджет               | Кол-во персонала | Кол-во учащихся        | Количество учителей    |
| ----------------------------------------------------- | -------------------- | ---------------- | ---------------------- | ---------------------- |
| Управление образования городов Мохолл-Лансфорд-Шервуд | $ 5,517,000          | 23,63            | 347                    | 30                     |
|                                                       |                      |                  |                        |                        |
| Название школы                                        | Тип школы            | Классы           | Кол-во учащихся        | Кол-во учителей        |
| Начальная школа города Мохолл                         | Начальная            | 0-6              | 148                    | 11,45                  |
| Высшая школа города Мохолл                            | Высшая               | 7-12             | 157                    | 13,55                  |
|                                                       |                      |                  |                        |                        |
| Название библиотеки                                   | Операционная прибыль | Кол-во книг      | Кол-во аудиоматериалов | Кол-во видеоматериалов |
| Публичная библиотека города Мохолл                    | $ 32,178             | 14 308           | 302                    | -                      |

## Экономика
Наибольшая занятость населения в сферах: сельское хозяйство, нефтегазодобывающая промышленность, здравоохранение, строительство и образование.

## Инфраструктура

### Здравоохранение и медицина
В городе расположены:
- Мемориальный медицинский центр Ренвилла-Ботино
- Общество добрых самаритян г. Мохолл

### Транспорт
- Железнодорожная станция
- Муниципальный аэропорт Мохолла